# Кобцева Ганна В'ячеславівна
Га́нна В'ячесла́вівна Ко́бцева (нар. 28 жовтня 1986) — українська бадмінтоністка і тренер, майстер спорту України міжнародного класу, виступала за національну збірну України.

## Загальні відомості
Вихованка Харківського професійного коледжу спортивного профілю (відділення бадмінтону).
Після завершення кар'єри — тренер. Була першим тренером Анастасії Прозорової (2001 р.н), чемпіонки України-2018 серед юніорів (парна та змішана парна категорії).

## Досягнення

### Чемпіонат України
Чемпіони України в жіночій парній категорії
- 2009 — Кобцева Анна, Прус Олена (Харків)
- 2010 — Кобцева Анна, Прус Олена (Харків)
- 2011 — Кобцева Анна, Прус Олена (Харків)
- 2012 — Грига Лариса, Кобцева Анна (Дніпро, Харків)

### BWF International Challenge/Series
Жінки. Парний розряд
| Рік  | Турнір                   | Партнер          | Суперник                                | Рахунок            | Результат  |
| ---- | ------------------------ | ---------------- | --------------------------------------- | ------------------ | ---------- |
| 2011 | Lithuanian International | Олена Прус       | Наталія Войцех Марія Улітіна            | 21–12, 21–19       | Переможець |
| 2010 | Харків Інтернешнл        | Олена Прус       | Наталія Войцех Марія Улітіна            | 21–23, 12–21       | Фіналістка |
| 2009 | Харків Інтернешнл        | Олена Прус       | Тетяна Бібік Ольга Голованова           | 8–21, 21–18, 21–18 | Преможець  |
| 2008 | Харків Інтернешнл        | Марія Ніколаєнко | Олександра Бардакова Вікторія Погребняк | 21–19, 21–16       | Переможець |

Змішані пари
| Рік  | Турнір                  | Партнер            | Суперник                             | Рахунок             | Результат  |
| ---- | ----------------------- | ------------------ | ------------------------------------ | ------------------- | ---------- |
| 2013 | Finnish Open            | Валерій Атращенков | Андерс Скааруп Расмуссен Лена Гребак | 21–13, 15–21, 11–21 | Фіналістка |
| 2011 | Bulgarian International | Валерій Атращенков | Гарі Фокс Саманта Ворд               | 21–18, 19–21, 21–14 | Переможець |

     турнір BWF International Challenge
     турнір BWF International Series
     турнір BWF Future Series